# Selecció catalana de twirling baton
La selecció catalana de twirling baton és el combinat esportiu de twirling baton que competeix internacionalment representant la Federació Esportiva Catalana de Twirling, que compta amb el reconeixement de la Confederació Europea de Twirling Baton (CETB) i de la Federació Internacional de Twirling Baton (WBTF).
Després d'uns anys com a membre provisional, el 24 de maig de 2007 la Federació Esportiva Catalana de Twirling fou reconeguda per la Confederació Europea de Twirling Baton (CETB) com a membre oficial de ple dret. Des d'aleshores competeix oficialment sota bandera catalana.

## Competicions

### Campionat d'Europa 2007
El debut de la selecció catalana en competició oficial va ser al Campionat d'Europa 2007, disputat entre el 4 i el 8 de juliol als Països Baixos. Les 15 seleccions participants van ser Alemanya, Anglaterra, Bèlgica, Catalunya, Croàcia, Escòcia, Eslovènia, França, Hongria, Irlanda, Itàlia, Noruega, Països Baixos, Suècia i Suïssa.
A la classificació general la selecció catalana va ocupar la cinquena posició.
Els millors resultats de la selecció catalana van ser la medalla de bronze a la modalitat d'equips, la cinquena posició a la modalitat de grups, el quart lloc en parelles sènior i la quarta posició en Sènior masculí.

### Gran Premi Europeu Freestyle 2008
El Gran Premi Europeu d'estil lliure 2008 es va disputar a Rüsselsheim, Alemanya.
Les seleccions participants van ser: Alemanya, Anglaterra, Bèlgica, Catalunya, Croàcia, Escòcia, Eslovènia, França, Hongria, Irlanda, Itàlia, Noruega, Suècia, Suïssa i Països Baixos.
Per part de la selecció catalana van destacar la segona posició en la prova per equips sènior, la segona posició per parelles sènior, la quarta posició per grups júnior, la quarta posició en individual sènior masculí i la sisena posició de l'equip júnior.

### Campionat del Món 2008
Es va disputar a Limerick, (Irlanda) del 2 al 10 agost i la selecció catalana va aconseguir la cinquena posició a la competició d'equip i la sisena a la competició de parelles sènior.
Les seleccions participants van ser: Alemanya, Anglaterra, Austràlia, Brasil, Canadà, Catalunya, Croàcia, Escòcia, Eslovènia, Estats Units, França, Irlanda, Itàlia, Japó, Noruega, Suïssa i Països Baixos.
Japó va guanyar la classificació final per seleccions, amb França a la segona posició i els Estats Units a la tercera.

### Campionat d'Europa 2009
L'edició de 2009 es va disputar a Estrasburg (França) del 8 al 12 de juliol, amb la participació de les seleccions d'Alemanya, Anglaterra, Bèlgica, Catalunya, Croàcia, Escòcia, Eslovènia, França, Hongria, Irlanda, Itàlia, Noruega, Suècia, Suïssa i Països Baixos.
A la classificació general, la selecció catalana va aconseguir la tercera posició, per darrere de França i Itàlia.
Els millors resultats de la selecció catalana van ser la tercera posició a la categoria Grup sènior, la quarta per parelles sènior i la cinquena a l'Equip sènior i per parelles júnior.